# Teatro de Santa Ana

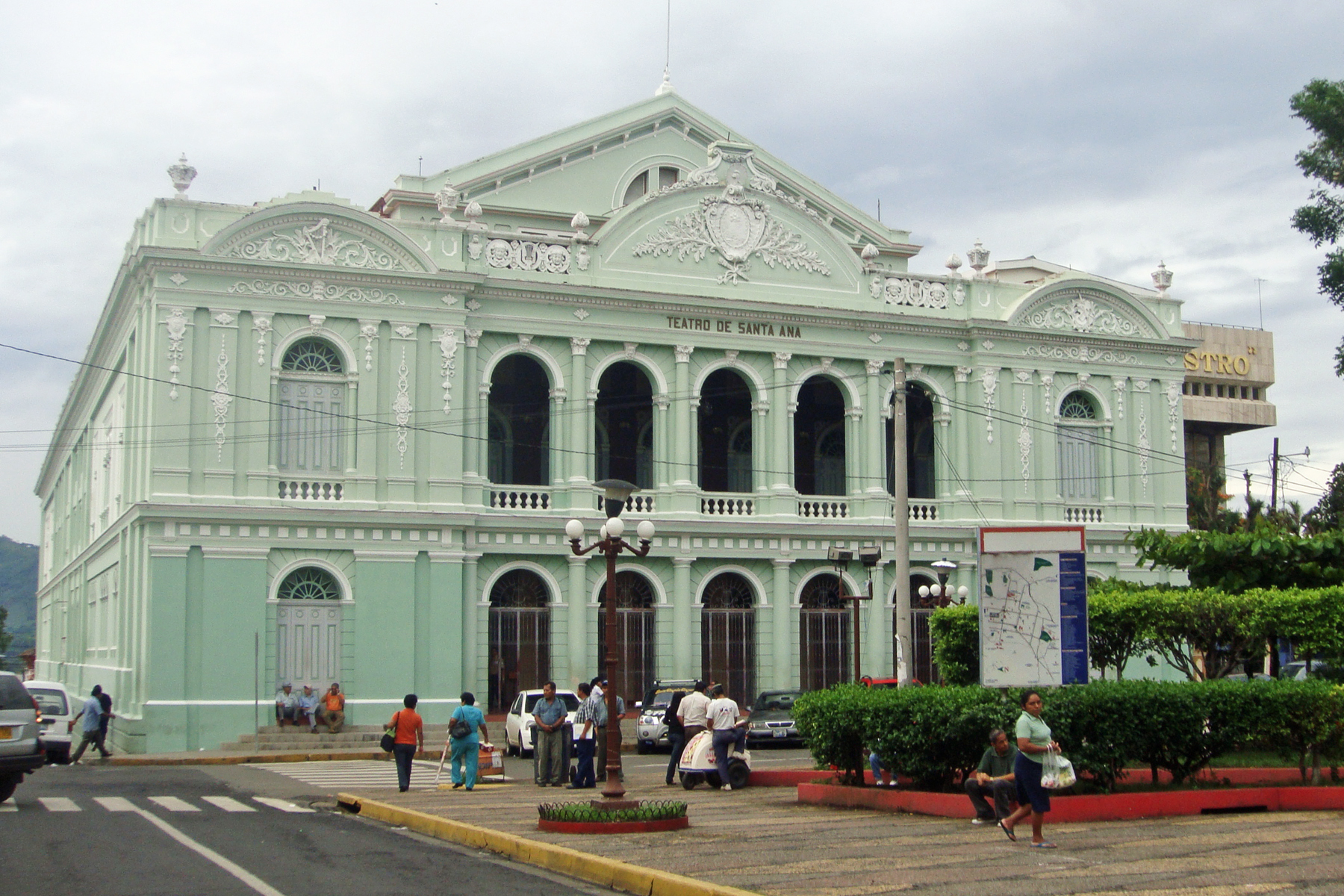
Teatro de Santa Ana

Das Teatro de Santa Ana ist das zweitgrößte Kulturzentrum für die darstellenden Künste in El Salvador.  

## Geschichte
Die Stadtverwaltung von  Santa Ana  veranstaltete im  Jahre 1890 einen Architekturwettbewerb zum Bau eines Stadttheaters. Gewinner war das Architekturbüro Sociedad Constructora Santaneca. Am 9. Februar 1902 erfolgte die Grundsteinlegung durch den damaligen Präsidenten der Republik Tomás Regalado, der 1861 in der Stadt geboren wurde.
Projektleiter waren die Architekten Francisco Durini und Crístóbal Molinari, das ausführende Bauunternehmen war die Sociedad Constructora de Occidente. 1910 wurden die Arbeiten beendet und das Teatro de Santa Ana eröffnet. Die Kuppel des Gebäudes ist mit Porträts von Rossini, Gounod, Wagner, Bellini, Verdi und Beethoven verziert. Der Bühnenvorhang im Jugendstil stammt von dem italienischen Künstler Antonio Rovescalli. 
Vor der Bühne und den 800 Sitzplätzen für das Publikum liegt der Orchestergraben. Das Theater verfügt auch über mehrere Bereiche wie Foyer mit Garderobe, Sanitäreinrichtung, Bar und einen Tagungsraum, der auch als Orchesterproberaum genutzt wird. Die architektonischen Details wie Ornamente und Gemälde stammen alle von italienischen Künstlern.
Seit 1982 steht das Gebäude unter Denkmalschutz und ist in der Liste Monumento Nacional eingetragen. Im Jahre 1987 wurde das Gebäude umfangreich renoviert und die Einrichtungen der Bühnentechnik und Beleuchtung modernisiert.